# Praxillura quadrilobata
Praxillura quadrilobata är en ringmaskart som först beskrevs av Michael Sars 1856.  Praxillura quadrilobata ingår i släktet Praxillura och familjen Maldanidae. Inga underarter finns listade i Catalogue of Life.